# Musée Dräi Eechelen

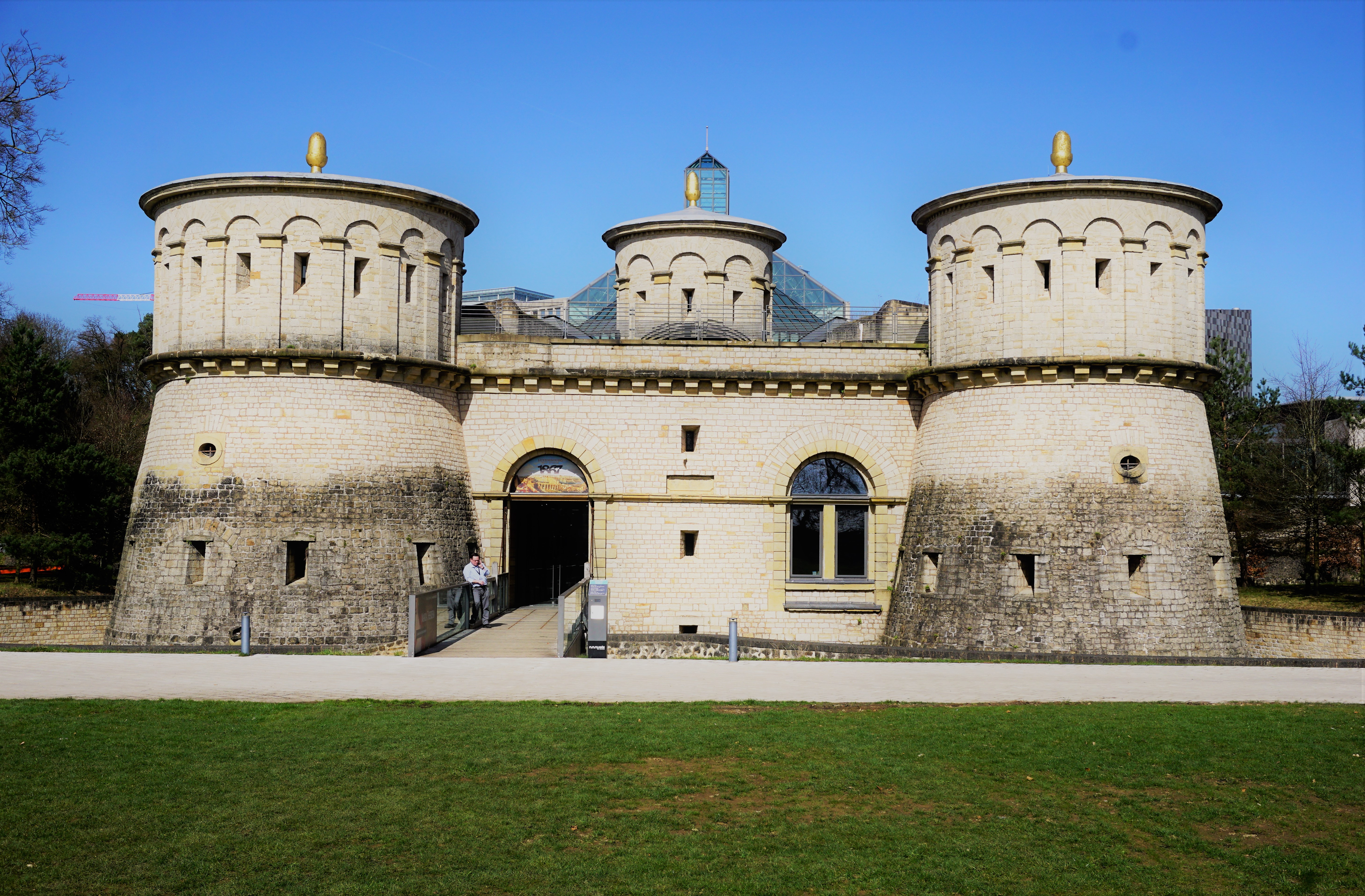
Fronton du musée Dräi Eechelen en 2018

Le musée Dräi Eechelen (soit en traduction littérale depuis le luxembourgeois : Musée des trois glands) est un musée situé dans le quartier Kirchberg de Luxembourg-Ville, Luxembourg. Ouvert en juillet 2012 dans le fort Thüngen, un édifice du XVIIIe siècle entièrement restauré, son exposition permanente retrace l'histoire du Luxembourg de 1443 à 1903,.

## Histoire
Le fort Thüngen est construit par les Autrichiens en 1732 pour renforcer la forteresse de Luxembourg. En 1836 et en 1859–60, il est agrandi par les Prussiens faisant partie des défenses extérieures connues sous le nom de Front de Grünewald. À la suite du traité de Londres de 1867, la majeure partie du bâtiment est démolie en dehors de ses trois tourelles arrondies, familièrement connues sous le nom de Dräi Eechelen (luxembourgeois), signifiant « les trois glands ».
En 1996, les autorités luxembourgeoises approuvent le développement d'un Musée de la Forteresse à fort Thüngen en vue d'illustrer et d'expliquer la nature de la forteresse de Luxembourg au regard de l'histoire de la ville et du pays.

## Expositions permanentes

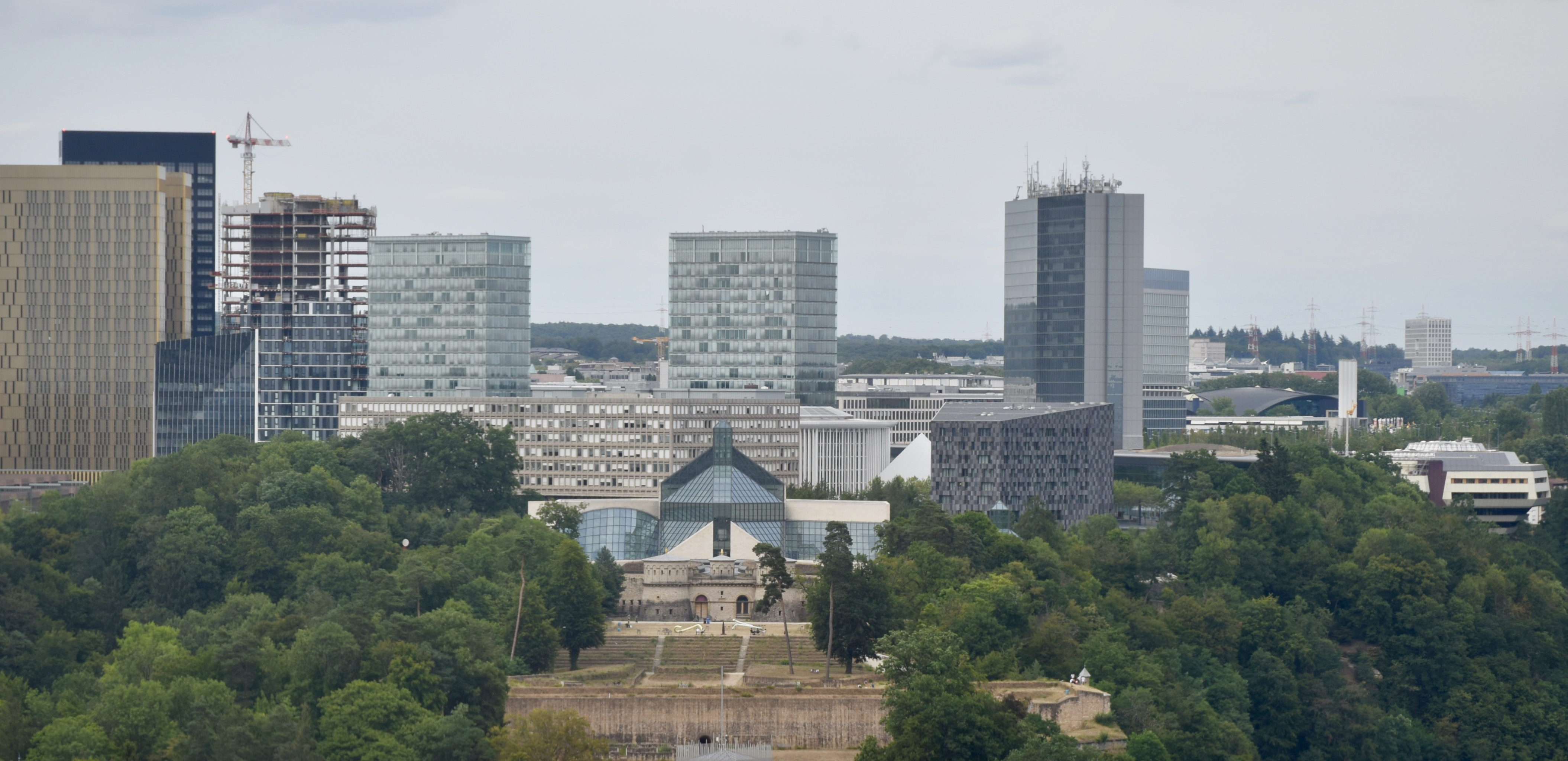
Vue aérienne du Musée Dräi Eechelen laissant apparaître le reste du quartier européen de Kirchberg.

Quelque 600 objets provenant des collections du Musée national d'histoire et d'art forme l'exposition permanente. Celle-ci illustre l'histoire de la ville et du pays du Luxembourg depuis la conquête bourguignonne en 1443 jusqu'à la construction du pont Adolphe en 1903. Les objets sont exposés dans une série de galeries souterraines ("casemates"), dont six couvrent des périodes spécifiques allant de la forteresse médiévale (1443-1643) à l'apogée du développement de la ville (1883-1903). Deux autres casemates abritent une salle multimédia et une série de photographies illustrant la ville et la forteresse au XIXe siècle.
Avec ses galeries souterraines, le bâtiment lui-même constitue une partie importante de l'exposition permanente. Il est restauré pour refléter la dernière phase de son expansion d'origine en 1837.